# Michael McDonald
Michael McDonald, född den 17 mars 1975, är en jamaicansk före detta friidrottare som tävlade i kortdistanslöpning.
McDonalds främsta meriter kom som en del av Jamaicas stafettlag på 4 x 400 meter. Han var med och vann två olympiska brons, två VM-silver och ett VM-brons. Dessutom var han tillsammans med James Davis, Greg Haughton och Davian Clarke med och vann guld vid inomhus-VM 2004.
Individuellt är hans bästa resultat en semifinalplats på 400 meter vid VM i Aten 1997.

## Personliga rekord
- 400 meter - 44,64